# Patricia Djaté
Patricia Djaté (* 3. ledna 1971) je bývalá francouzská atletka, halová mistryně Evropy v běhu na 800 metrů.

## Kariéra
Na mistrovství Evropy v roce 1994 obsadila v běhu na 800 metrů sedmé místo, na světovém šampionátu o rok později čtvrté místo. V roce 1996 se stala halovou mistryní Evropy v běhu na 800 metrů. Od následující sezóny se orientovala na trať 1500 metrů. Na světovém halovém šampionátu v roce 1997 doběhla třetí, po diskvalifikaci Mary Slaneyové získala stříbrnou medaili.